# 浅野勝人
浅野 勝人（あさの かつひと、1938年〈昭和13年〉4月19日 - ）は、日本の政治家。
内閣官房副長官（麻生内閣）、外務副大臣（第1次安倍内閣）、外務政務次官（第2次森内閣）、防衛政務次官（第2次橋本内閣）、参議院懲罰委員長、参議院議員（1期）、衆議院議員（3期）などを歴任した。

## 来歴
愛知県豊橋市出身。愛知県立豊橋東高等学校、早稲田大学第一政治経済学部卒業。1961年、NHKに入局。
NHKを退職後、1986年の第38回衆議院議員総選挙に旧愛知5区（定数3）から保守系無所属として出馬したが、次々点で落選。1989年に政策集団自由連合の旗揚げへ参加。
1990年2月18日に行われた第39回衆議院議員総選挙で、自民党は現職の村田敬次郎、竹下派の元職の近藤豊、宮沢派の浅野の3人に公認を出し、浅野は得票数2位で初当選した。ところが衆院選にからみ、2月21日、自身の秘書と運動員が買収容疑で逮捕された。
1993年の総選挙で落選。
1996年10月の総選挙に愛知14区から立候補し、2期目の当選を果たす。同年11月、第2次橋本内閣で防衛政務次官に就任。2000年6月の総選挙で3期目の当選。同年7月、第2次森内閣で外務政務次官に就任。党務では、自民党副幹事長、国会対策副委員長などを務めた。
2003年の第43回衆議院議員総選挙で落選。
2004年の第20回参議院議員通常選挙に向け、全国初の自民党候補予備選が行われる。愛知県選挙区においては、浅野、大島慶久参議院議員、寺西学県議の長男の寺西睦の3名が公認をめぐって争い、浅野が自民党公認を得た。同年7月、参院選に当選。
2005年8月8日の郵政民営化法案の参議院本会議採決では造反し棄権した。2006年9月27日から第1次安倍内閣で外務副大臣に就任。
2007年8月、党人事局長に就任。2009年5月13日、麻生内閣で内閣官房副長官の鴻池祥肇が辞任したことに伴って、同日付けで後任の内閣官房副長官に就任。同年9月に内閣官房副長官を退任。
2010年1月21日、72歳になっていた浅野は、有権者の「若返りを望む声が大きかった」として、次期参院選への出馬断念を表明。4月、参議院懲罰委員長に就任。7月の第22回参議院議員通常選挙には出馬せず、事実上の引退となった。
引退後は、北京大学特任講師、東北福祉大学特任教授、一般社団法人安保政策研究会理事長などを務めている。
2016年春の叙勲で旭日重光章を受章。

## 政策
- 選択的夫婦別姓制度導入について、例外的に夫婦の別姓を実現させる会に賛同していた。一方で、2010年には「選択的夫婦別姓制度を盛り込んだ民法改正反対に関する請願」を提出している[16]。

## 所属していた団体・議員連盟
- 創生「日本」
- 北京オリンピックを支援する議員の会
- 例外的に夫婦の別姓を実現させる会

## 交友関係
元横綱の白鵬と交友関係がある。知人を介して交流を始め、ショートメッセージサービスで相談などに応じたという。これらを元に著した「白鵬翔とのショートメール!孤独なひとり旅」は2022年のほんづくり大賞特別賞を受賞した。浅野は2023年1月28日に行われた白鵬の断髪式にも出席し、14番目にまげにはさみを入れた。

## 出演番組
- きょうの焦点

## 著書

### 単著
- 成熟 : 浅野勝人政経塾セミナー（時評社、2005年）
- 日中反目の連鎖を断とう : 北京大学講義録（NHK出版、2013年）
- 融氷の旅 : 日中秘話（青灯社、2015年）
- 白鵬翔とのショートメール!孤独なひとり旅（時評社、2020年）

### 共著
- （杉浦正章）諫める : 亡国の政治に警鐘（早稲田出版、2010年）